# Dhadar
Dhadar é uma cidade do Paquistão localizada na província de Baluchistão.